# Балапітія (підрозділ окружного секретаріату)
Підрозділ окружного секретаріату Балапітія — підрозділ окружного секретаріату округу Галле, Південна провінція, Шрі-Ланка. Складається з 51 Грама Ніладхарі.